# Den Store Journalistprisen
Den Store Journalistprisen är ett av de främsta priserna för norsk journalistik. Den har delats ut sedan 1991.
Priset ersatte Narvesenprisen och Hirschfeldtprisen som bägge delats ut fram till 1990.
’’Den Store Journalistprisen’’ utdelas av Norsk Presseforbund, och tilldelas en medarbetare eller en grupp medarbetare som under det senaste året gjort en särskilt beundransvärd insats på journalistikens område.
Tanken med priset är att uppmuntra till och hedra kvalitet i journalistiken. Priset kan tilldelas till arbetare på både tidningspressen, nätpublikationer, radio och tv.
Priset finansieras av Norsk Presseforbund, Norsk Journalistlag, Norsk Redaktørforening, Mediebedriftenes Landsforening, Den Norske Fagpresses Forening, NRK och TV 2.

## Pristagare
- 1992: Arne O. Holm, Dagbladet
- 1993: Sissel Benneche Osvold, Dagbladet
- 1994: Fritz Breivik, Nordlands Framtid
- 1995: Tomm Kristiansen, NRK
- 1996: Redaktionen på VG
- 1997: Finansredaktionen på Dagens Næringsliv
- 1998: Anne Grosvold, NRK
- 1999: Steinar Hansson, Dagsavisen
- 2000: Inge Sellevåg, Bergens Tidende
- 2001: Harald Stanghelle, Dagbladet
- 2002: Ej utdelat
- 2003: Åsne Seierstad, frilans
- 2004: Harald Henden, VG
- 2005: Magasinredaktionen på Dagens Næringsliv och Roar Christiansen på Bergens Tidende
- 2006: Redaktionen på Typisk norsk (NRK)
- 2007: Debattredaktören Knut Olav Åmås på Aftenposten
- 2008: Helle Aarnes, Bergens Tidende
- 2009: Per Christian Magnus, Robert Reinlund och Anne Marie Groth, TV2
- 2010: Bernt Jakob Oksnes, Dagbladet
- 2011: Odd Isungset
- 2012: Trude Lorentzen, Eivind Sæther och Adrian Øhrn Johansen, Dagbladet
- 2013: Kjetil B. Alstadheim
- 2014: Kristin Solberg och Anders Sømme Hammer
- 2015: Maria Mikkelsen och Synnøve Åsebø, VG
- 2016: Delat mellan Vegard Venli, Kommunal Rapport, och Anders Fjellberg och Tomm W. Christiansen, Dagbladet